# Острівець (вид бороди)

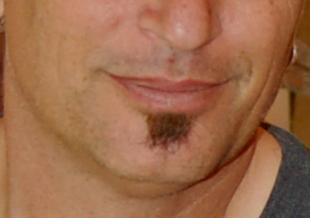
«Острівець» Хоуї Мандела.

Острівець — один з найпоширеніших видів волосяного покриву на обличчі чоловіка. Стиль: невелика ділянка волосся на обличчі, розташована трохи нижче нижньої губи і вище підборіддя. Великої популярності набув в 1950-х і 1960-х роках, коли цей стиль волосся на обличчі був поширений серед афро-американських чоловіків, особливо джазменів. Згодом цей стиль став приваблювати бітників і артистів, загалом тих хто відвідав джазову сцену. Самі ж джазові артисти носили борідку через те що вона була комфортною при грі на трубі мундштук.

## Порівняння
В Європі більше відома версія цієї бороди «імперська», після приходу до влади Наполеона III у Франції. Тоді він носив «острівець» у поєднанні з вусами.